# عجلة مربعة
العجلة المربعة (بالإنجليزية: square wheel)‏ هو عجلة بدلاً من كون شكل مقطعه دائرة يكون على شكل مربع.

صورة متحركة لعجلة مربعة تتحرك بسهوله على أرضية بشكل منحنيات كاتينري معكوسه.

من الممكن للعجلة المربعة أن تتدحرج بسهولة إذا كانت الأرض مشكلة بشكل منحنيات كاتينري بالقياس والتحدب المناسبين.